# Hudson (Floryda)
Hudson – jednostka osadnicza w Stanach Zjednoczonych, w stanie Floryda, w hrabstwie Pasco, nad Zatoką Meksykańską.